# Thalys
O Thalys é uma rede de comboios de alta velocidade construída em redor da linha de alta velocidade entre Paris, Bruxelas, Colônia e Amsterdã. Esta linha é partilhada com os comboios da Eurostar que vão de Paris ou Bruxelas para Londres via Lille, pelo Eurotúnel e pelos comboios TGV da rede francesa.
O sistema é servido por dois modelos de comboios, o PBA e o PBKA, ambos pertencentes à família de comboios de alta velocidade TGV (train à grande vitesse), construídos pela Alstom na França, apesar de não serem muito parecidos com os TGV das linhas nacionais.